# Luis Alberto Spinetta
Luis Alberto Spinetta (Buenos Aires, 23 de Janeiro de 1950 - 8 de fevereiro de 2012), conhecido como El Flaco,  foi um cantor, guitarrista, poeta e compositor argentino, considerado um dos mais importantes de seu país. A grande complexidade instrumental, lírica e poética de suas obras lhe valeu o reconhecimento na América Latina e em todo o mundo.
É um dos pais do rock argentino juntamente com Litto Nebbia, Javier Martínez, Moris, Pappo, Tanguito, entre outros. Foi o líder do grupo Almendra - considerado como um dos fundadores do rock nacional argentino - além de Pescado Rabioso, Invisible, Spinetta Jade e Spinetta y los Socios del Desierto. Em suas letras há influência de escritores, poetas, artistas e pensadores como Rimbaud, Vincent Van Gogh, Carl Gustav Jung, Sigmund Freud, Friedrich Nietzsche, Foucault, Deleuze, Carlos Castaneda e Artaud.

## Carreira
Spinetta foi um dos músicos com mais êxito na Década de 1970 na América do Sul. Lançou com a banda Almendra dois dos discos mais importantes da Argentina, Almendra e Almendra II, considerados umas das primeiras obras do rock argentino. Seu álbum Artaud de 1973 foi considerado pela revista Rolling Stone como o melhor da história do rock Argentino, oito de seus álbuns também foram incluídos na lista dos top 100 (I Almendra, Pescado 2 Kamikaze, El Jardin de los Presentes, Almendra II, La la la con Fito Páez, Invisible e Bajo Belgrano) Compôs verdadeiros hinos do rock argentino, como Durazno Sangrando, Muchacha ojos de papel, El anillo del capitán Beto, Cantata de puentes amarillos, Bajan, Laura va, Maribel se durmió, Me gusta ese tajo, entre outros. Nas décadas de 1990 e 2000 continuaria com sua carreira 
solo.
Morreu no dia 8 de fevereiro de 2012, em Buenos Aires, vitimado por um câncer no pulmão.

## Discografia

### Solo
- Spinettalandia y sus amigos, 1971
- Artaud, 1973 (creditado a Pescado Rabioso)
- A 18' del sol, 1977
- Only love can sustain, 1980
- Kamikaze, 1982
- Mondo di cromo, 1983
- Privé, 1986
- La la la, 1986 (com Fito Páez)
- Téster de violencia, 1988
- Don Lucero, 1989
- Exactas, 1990 (ao vivo)
- Piel de piel, 1990 (coletânea com um tema inédito)
- Pelusón of milk, 1991
- Fuego Gris, 1993 (trilha sonora)
- Elija y gane, 1999 (coletânea com um tema inédito)
- Silver Sorgo, 2001
- Argentina Sorgo Films Presenta: Spinetta Obras en vivo, 2002 (ao vivo)
- Para los árboles, 2003
- Camalotus, 2004 (EP)
- Pan, 2006
- Un mañana, 2008
- Spinetta y las Bandas Eternas, 2010 (ao vivo)
- Los amigo, 2015 (póstumo)
- Ya no mires atrás, 2020 (póstumo)
- Presentación ARTAUD - 1973 - Teatro Astral, 2020 (ao vivo, póstumo)

### ComAlmendra
- Almendra, 1969
- Almendra II, 1970
- El valle interior, 1980
- Almendra en Obras I, 1980 (ao vivo)
- Alemndra en Obras II, 1980 (ao vivo)

### ComPescado Rabioso
- Desatormentándonos, 1972
- Pescado 2, 1973
- Obras Cumbres, 2001 (coletânea dividida com Invisible)

### ComInvisible
- Invisible, 1974
- Durazno sangrando, 1975
- El jardin de los presentes, 1976
- Obras Cumbres, 2001 (coletânea dividida com Pescado Rabioso)

### ComSpinetta Jade
- Alma de diamante, 1980
- Los niños que escriben en el cielo, 1981
- Bajo Belgrano, 1983
- Madre en años luz, 1984

### ComSpinetta y los Socios del Desierto
- Spinetta y los Socios del Desierto, 1997
- Estrelicia MTV Unplugged, 1997 (ao vivo)
- San Cristóforo, 1998 (ao vivo)
- Los ojos, 1999

## Prêmios e Honrarias
- 2012 - Revista Rolling Stone: 4o Melhor Guitarrista Argentino da História[3]

## Ver Também
- Lista dos 100 maiores discos do rock argentino pela Rolling Stone Argentina
- Os 100 maiores hits do rock argentino pela Rolling Stone e MTV